# Turcopolo
I Turcopoli (dal greco Τουρκόπουλο: figlio di turchi) erano arcieri a cavallo utilizzati per primi dai bizantini ed in seguito dall'ordine dei Cavalieri templari e dagli altri Ordini cavallereschi:   Ospitalieri e Teutonici durante il periodo delle Crociate.
Erano in genere indigeni palestinesi, turchi e arabi, spesso mercenari, che avevano abiurato la religione islamica. Furono impiegati per la prima volta dai Templari e costituivano reparti di cavalleria leggera, con compiti di appoggio per la cavalleria pesante costituita dai cavalieri. Erano guidati da un comandante detto Turcopoliere o Turcopolerio o capitano generale della cavalleria.